# وست اسکیو (اورگن)
وست اسکیو (به انگلیسی: West Scio) یک منطقهٔ مسکونی در ایالات متحده آمریکا است که در Linn County واقع شده‌است. وست اسکیو ۱۲۰ نفر جمعیت دارد و ۹۶٫۹۳ متر بالاتر از سطح دریا واقع شده‌است.